# Хімічна фізика
Хімічна фізика — галузь знання, що межує з хімією і новими розділами фізики (електронною теорією атомів і молекул, квантовою механікою).
Основоположниками хімічної фізики в СРСР були Л. В. Писаржевський (1914) і А. М. Беркенгейм (1917).
Спочатку  фізики назвали нову галузь науки електронною хімією.
1924 — під такою назвою в СРСР вийшла  одна з перших праць  (В. М. Кондратьев, М. М. Семенов і Ю. Б. Харитон).
1930 — цю галузь німецький  вчений А. Ейкен назвав хімічна фізика
1931 — створено Інститут хімічної фізики АН СРСР.
1933 у США  почав виходити журнал з хімічної фізики
Це міждисциплінарна галузь науки, яка досліджує хімічні процеси методами молекулярної фізики та фізики твердого тіла. Хімічна фізика відрізняється від суміжної дисципліни фізичної хімії ухилом у бік фізичної сторони процесів, у той час, як фізична хімія більше зосереджена на хімічних явищах. Хімічна фізика використовує більш мікроскопічний підхід, тоді як фізична хімія використовує фізичні поняття для вивчення макро- і мезоскопічних систем.
Хімічна фізика вивчає мікроскопічну структуру речовин, кластерів та окремих молекул, а також динаміку руху їхніх складових — атомів, молекул, іонів тощо з метою визначення впливу цих факторів на хімічні процеси. Вона, наприклад, використовує квантову механіку для розрахунків механізмів хімічних реакцій, спектроскопічні методи для кращого розуміння процесів передачі енергії та природи хімічних зв'язків

## Журнали
Провідними журналами, що публікують результати досліджень з хімічної фізики є Chemical Physics Letters та Journal of Chemical Physics.